# کلود-لویی ناویه
«کلود لوئیس ناویه» (نام تولد «کلود لوئیس ماری هانری ناویه»؛ فرانسوی: [klod lwi maʁi ɑ̃ʁi navje]؛ ۱۰ فوریه ۱۷۸۵–۲۱ اوت ۱۸۳۶)، یک مهندس مکانیک فرانسوی، وابسته به دولت فرانسه، و یک فیزیکدان متخصص در مکانیک پیوسته بود.
معادلات ناویه-استوکس به نام او به همراه جرج گابریل استوکس اشاره دارد.

## زندگی‌نامه
پس از مرگ پدرش در سال ۱۷۹۳، مادر ناویه تحصیلات او را به دست عمویش امیلند گاوتی، مهندس سپاه پل‌ها و جاده‌ها "(Corps des Ponts et Chaussées)" سپرد. در سال ۱۸۰۲، ناویه در دانشگاه پلی تکنیک ثبت نام کرد و در سال ۱۸۰۴ تحصیلات خود را در مدرسه ملی پل‌ها و راه هاادامه داد، که در سال ۱۸۰۶ از آنجا فارغ‌التحصیل شد. او در نهایت جانشین عمویش به عنوان «بازرس کل» در سپاه پل‌ها و راه‌ها شد.
او ساخت پل‌ها را در چویزی، اسنیرس و آرژنتویلدر دپارتمان سِین هدایت کرد و یک پل عابر پیاده به جزیره شهر در پاریس ساخت. طراحی ۱۸۲۴ او برای Pont des Invalides نتوانست حاشیه ایمنی را در محاسباتش تأمین کند و پس از شکستن پل، برچیده شد و شهرت پل‌سازی ناویه را از بین برد. او توسط یک کمیته دولتی به دلیل اتکای بیش از حد به ریاضیات تنبیه شد.
در سال ۱۸۲۴، ناویه در آکادمی علوم فرانسه پذیرفته شد. در سال ۱۸۳۰، کرسی استادی را در مدرسه ملی پل‌ها و راه‌ها گرفت و در سال بعد توانست آگوستین لوئی کوشی، استاد حساب و مکانیک در دانشگاه پلی تکنیک را اخراج کند.

## مشارکت‌ها
ناویه نظریه کلی کشسانی را به شکل ریاضی قابل استفاده فرموله کرد (۱۸۲۱) و برای اولین بار آن را با دقت کافی در زمینه ساخت و ساز مورد استفاده قرار داد. در سال ۱۸۱۹ او موفق شد «خط صفر» تنش مکانیکی را تعیین کند و در نهایت نتایج نادرست گالیلئو گالیله را تصحیح کند و در سال ۱۸۲۶ مدول الاستیک را به عنوان ویژگی مواد مستقل از گشتاور دوم سطح بیان کند؛ بنابراین ناویه اغلب به عنوان بنیانگذار تحلیل ساختاری مدرن در نظر گرفته می‌شود.
با این حال سهم عمده او در معادلات ناویه-استوکس (۱۸۲۲) در مکانیک سیالات باقی مانده‌است.
نام او یکی از ۷۲ نام حک شده بر روی برج ایفل است.

## انتشارات برگزیده
- گزارش به مسیو لوئیس بکی و خاطرات در مورد پل‌های معلق. اطلاعیه در مورد Pont des Invalides، در Carillan Gœury، پاریس، 1830 (read online (French language))
- "خلاصه ای از درس‌های ارائه شده در École des Ponts et Chaussées در مورد کاربرد مکانیک در استقرار سازه‌ها و ماشین ها"، جلد ۱، "قسمت اول شامل درس‌هایی در مورد مقاومت مواد، و در مورد ایجاد ساخت و ساز در خاک، بنایی و قاب، در Carilian-Gœury ویرایش دوم)، پاریس، 1833 (read online (French language))
- "خلاصه ای از درس‌های ارائه شده در École des Ponts et Chaussées در مورد کاربرد مکانیک در استقرار سازه‌ها و ماشین ها"، جلد ۲، "بخش دوم، درس‌هایی در مورد حرکت و مقاومت سیالات، هدایت و توزیع آب»، «بخش سوم، درس‌هایی در مورد استقرار ماشین‌ها»، در Carilian-Gœury ویرایش دوم)، پاریس، 1838 (read online (French language))
- «در مورد ایجاد راه‌آهن بین پاریس و لو هاور»، چاپخانه Firmin-Didot، 1826 (read online (French language))
- "حافظه در مورد قوانین حرکت سیال"، در آکادمی سلطنتی علوم در ۱۸ مارس ۱۸۲۲، در "خاطرات آکادمی علوم انستیتو فرانسه - سال ۱۸۲۳"، گوتیه ویلار، پاریس، ۱۸۲۷، ص. 389-440

```
 
(
read online
 (French language))
```